# Adam and Evil
Adam and Evil es una película de comedia muda estadounidense de 1927 dirigida por Robert Z. Leonard y escrita por F. Hugh Herbert, Florence Ryerson y Ralph Spence. La película está protagonizada por Lew Cody, Aileen Pringle, Gwen Lee, Gertrude Short, Hedda Hopper y Roy D'Arcy. La película fue estrenada el 27 de agosto de 1927 por Metro-Goldwyn-Mayer.   

## Trama
"Los pequeños animales peludos que son sacrificados por la vanidad de las mujeres que desean abrigos de piel tienen una venganza póstuma." 

## Elenco
- Lew Cody como Adam Trevelyan / Allan Trevelyan
- Aileen Pringle como Evelyn Trevelyan
- Gwen Lee como Gwen De Vere
- Gertrude Short como Dora Dell
- Hedda Hopper como Eleanor Leighton
- Roy D'Arcy como Mortimer Jenkins

## Estado de conservación
Sin copias enumeradas en ningún archivo cinematográfico,  Adam and Evil es una película perdida. 